# Daihatsu Move
El Daihatsu Move es un kei car japonés producido por Daihatsu desde agosto de 1995. Está diseñado para ser tan alto como el Suzuki Wagon R y ser uno de los primeros coches japoneses en el concepto de key car, como el Nissan Cube. Se vendieron 500.000 unidades de este coche en su primer año.
Este coche tiene el chasis del Daihatsu Cuore, pero más alto. En 2002 apareció la tercera generación, y en 2006, la cuarta, que cambió el consumo a 23 km/L (54,1 millas por galón americano) (4,3 L/100 km).
Además de tener un motor de 658 cc, también existen versiones de 847 cc y 1000 cc[cita requerida] en los mercados de exportación.
En Malasia, Perodua vende este coche con el nombre de Kenari.

## Especificaciones
- Ángulo de giro: 5 m (16,4 pies).
- Neumáticos: 145/65 R13